# Matthew Archibald
Matthew Archibald (* 20. Mai 1986 in Hamilton) ist ein ehemaliger neuseeländischer Bahnradsportler.
Seit 2008 betreibt Matthew Archibald den Radsport als Leistungssport. 2012 errang er seinen ersten internationalen Erfolg, als er beim Lauf des Bahnrad-Weltcups in Peking gemeinsam mit Edward Dawkins und Simon van Velthooven den dritten Platz im Teamsprint belegte. 2014 startete er bei den Commonwealth Games in Glasgow und holte mit Ethan Mitchell, Edward Dawkins und Sam Webster Gold im Teamsprint sowie Bronze im 1000-Meter-Zeitfahren. Bis 2016 errang er drei Titel bei Ozeanischen Radsportmeisterschaften; 2015 wurde er neuseeländischer Meister im 1000-Meter-Zeitfahren.
Über seine Rolle als aktiver Fahrer hinaus war Archibald als Radsport-Koordinator für die neuseeländische Südinsel zuständig. 2016 beendete er seine aktive Laufbahn.

## Erfolge
2013
- Bahnrad-Weltcup in Aguascalientes (mit Edward Dawkins, Ethan Mitchell und Sam Webster)
- Ozeanienmeister – Teamsprint (mit Edward Dawkins und Sam Webster)
- Ozeanische Radsportmeisterschaft – Sprint, Keirin

2014
- Commonwealth Games – Teamsprint (mit Edward Dawkins, Ethan Mitchell und Sam Webster)
- Commonwealth Games – 1000-Meter-Zeitfahren
- Ozeanienmeister – 1000-Meter-Zeitfahren, Teamsprint (mit Edward Dawkins und Sam Webster)

2015
- Neuseeländischer Meister – 1000-Meter-Zeitfahren